# Kanton Doulaincourt-Saucourt
Doulaincourt-Saucourt is een voormalig kanton van het Franse departement Haute-Marne. Het kanton maakte deel uit van het arrondissement Saint-Dizier. Het werd opgeheven bij decreet van 17 februari 2014, met uitwerking op 22 maart 2015.

## Gemeenten
Het kanton Doulaincourt-Saucourt omvatte de volgende gemeenten:
- Cerisières
- Domremy-Landéville
- Donjeux
- Doulaincourt-Saucourt (hoofdplaats)
- Gudmont-Villiers
- Mussey-sur-Marne
- Pautaines-Augeville
- Roches-Bettaincourt
- Rouécourt
- Rouvroy-sur-Marne
- Saint-Urbain-Maconcourt
- Vaux-sur-Saint-Urbain